# Pain (The Letter Black)
Pain è il quinto album in studio del gruppo christian rock statunitense The Letter Black, pubblicato nel 2017.

## Tracce
1. Fear – 3:45
2. Last Day That I Cared – 3:26
3. Pain – 3:34
4. Rock's Not Dead – 3:26
5. Kill the Devil – 3:46
6. Meant for You – 3:43
7. Alive – 4:59
8. Rise from the Dead – 3:10
9. Tear You Apart – 3:27
10. Breathe – 3:44
11. I Am – 3:26
12. Holding On – 7:06